# 悦来镇 (大邑县)
悦来镇是四川省成都市大邑县所辖的一个镇。前称为灌口镇，因与灌县（今都江堰市）境内灌口镇同名，后改为悦来镇。其境内有中国道教发源地——鹤鸣山，亦为通往西岭雪山、花水湾温泉的必经之路。
2019年12月，撤销金星乡，将其所属行政区域划归悦来镇管辖。

## 行政区划
现辖：
观口社区、胜利社区、前进社区、三仪社区、宁江村、王岗村、盐井村、民集村、义和村、龙泉村、丹凤村、朝阳村、鹤庆村、双廊村和夬石村。